# Logenhaus Ferdinand zur Glückseligkeit

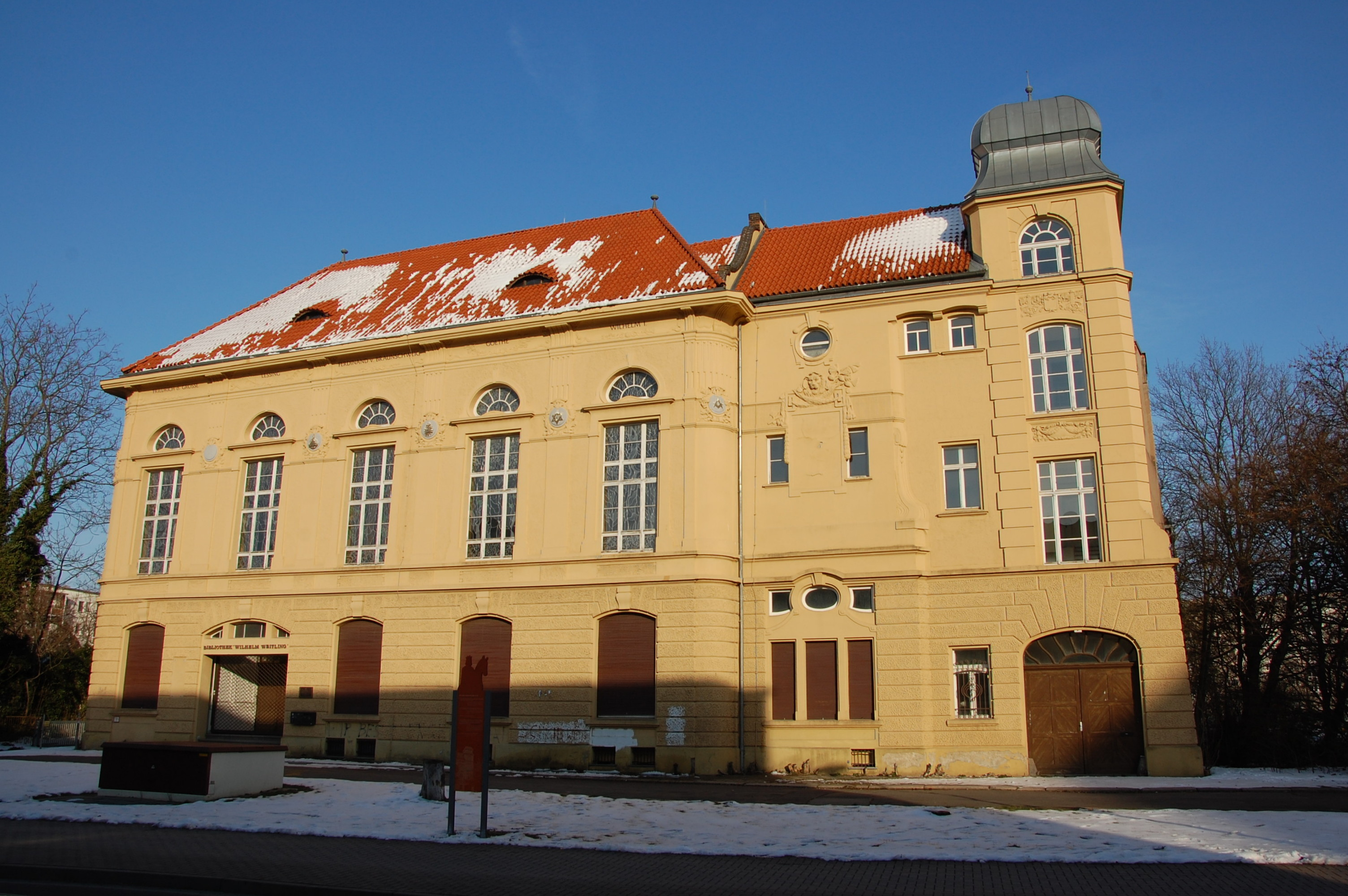
Logenhaus

Das Logenhaus Ferdinand zur Glückseligkeit ist ein denkmalgeschütztes Gebäude in Magdeburg in Sachsen-Anhalt.

## Lage
Es befindet sich in der Magdeburger Altstadt an der Adresse Weitlingstraße 1a an der Ecke Weitlingstraße/Julius-Bremer-Straße.

## Architektur und Geschichte
Das dreigeschossige verputzte Logenhaus entstand im Jahr 1902 nach einem Entwurf des Architekten Herz als repräsentativ gestaltetes  Logenhaus für die Freimaurerloge Ferdinand zur Glückseligkeit. An seiner südwestlichen Ecke besteht ein mit einer flachen Schweifhaube versehener Treppenturm. Die Fassade des Erdgeschosses ist rustiziert. Der zur Weitlingstraße ausgerichtete Saalbau verfügt über eine Pilastergliederung und hohe, große, zweiteilige Fenster die in Form von Lünetten abschlossen. Das Stuckdekor ist in barockisierenden Formen des Jugendstil gestaltet.
Im Jahr 1933 wurde die Loge durch das Nationalsozialistische Regime verboten. Das Haus gelangte per Zwangsverkauf an die Stadt Magdeburg und wurde ab 1934 durch die Stadtbibliothek Magdeburg genutzt. Im Jahr 1998 verzog die Bibliothek an ihren neuen Sitz auf dem Breiten Weg.
Im Denkmalverzeichnis von Sachsen-Anhalt ist das Baudenkmal unter der Nummer 094 81870 als Verbindungshaus verzeichnet.